# Подгорица
 Тази статия е за столицата на Черна гора.  За българското село с това име вижте Подгорица (село).  
Подгорица (на сръбски: Подгорица или Podgorica) е столицата на Черна гора. Разположен е при сливането на реките Рибница и Морача. Населението му е около 200 000 души.

## Наименование
Името буквално значи „Под Горица“. Думата Гора е със значение „планина“ в почти всички славянски езици , но при нас явно това е архаизъм, който не се употребява много в този смисъл (с изключение на някои географски топоними като например Средна гора). Подгорица може да се преведе буквално на български и като Подбалканица, Подпланиница.
Бившият град (сега в руини), именован Диоклеа, съществувал в предиримско и римско време, и е бил на около 3 км северозападно от Подгорица. Римският император Диоклециан произхождал от този регион. В по-късните векове поради по-простовато произношение „и“-то някъде се губи – „Дукля“ е по-късната славянска версия на тази дума. От 1946 до 1992 г. градът носи името Титоград по името на Йосип Броз Тито.

## История
В началото на историята на Черна гора, столица е Цетине, а не Подгорица. Когато Подгорица била основана преди единадесет века, се е казвала Бирзиминиум. Днешното название Подгорица за първи път е записано през 1326 г. в Которския архив, откъдето и в османското му наименование значещо „под Хълма“.
От 1474 г. Подгорица е завзета от османлиите, които я владеят до 1878 г., когато Черна гора придобива независимост. Официално градът е включен в състава на Черна гора с Берлинския договор.
По време на Първата световна война от 1916 до 1918 г. Подгорица е под австрийско управление. След края на войната тук заседава така наречената „Подгоришка народна скупщина“, която взема решение за присъединяването на Черна гора към Сърбия. Между двете световни войни населението на града наброява около 15 000 души, но в края на войната броят на жителите му спаднал до едва 5000, тъй като градът преживява над 72 бомбардировки.
След решенията на АВНОЮ и конституирането на нова социалистическа Югославия, Черна гора придобива статут на федеративна (съюзна) република. През 1946 г. градът е преименуван на Титоград в чест на Йосип Броз Тито и е обявен за столица на СР Черна гора, заменила историческата престолнина град Цетине.
На референдум през 1992 г. градът си връща старото име. С процесите на преструктуриране на СРЮ и преминаване към независимост на страната, Подгорица се развива с ускорени темпове, превръщайки се във важен икономически, културен и политически център.

## Транспорт
Подгорица е главният транспортен възел на Черна гора. През града минава магистралната железопътна линия Белград – Бар, а също и отклоненията Подгорица – Никшич, и единствената жп линия, свързваща съседна Албания с останалия свят – линията Подгорица – Шкодра. Градът е важно звено от магистралния автомобилен път Белград – Адриатическото крайбрежие, както и от пътя Босна и Херцеговина – Албания.
Близо от града се намира неголямо летище, приемащо полети от Белград и някои западноевропейски градове.

## Население
Население на Подгорица
| Преброяване | Население |
| ----------- | --------- |
| 1948        | 14 369    |
| 1953        | 19 868    |
| 1961        | 35 054    |
| 1971        | 61 727    |
| 1981        | 96 074    |
| 1991        | 117 875   |
| 2003        | 136 473   |

Общината
| Преброяване | Население |
| ----------- | --------- |
| 1948        | 48 599    |
| 1953        | 55 669    |
| 1961        | 72 319    |
| 1971        | 98 796    |
| 1981        | 132 290   |
| 1991        | 179 401   |
| 2003        | 169 132   |

Етнически през 2003
| Етнос          | Брой    | Процент |
| -------------- | ------- | ------- |
| черногорци     | 96 343  | 56,96%  |
| сърби          | 44 423  | 26,26%  |
| албанци        | 9296    | 5,49%   |
| мюсюлмани      | 4399    | 2,60%   |
| бошняци        | 2307    | 1,36%   |
| цигани         | 1389    | 0,82%   |
| хървати        | 709     | 0,42%   |
| Не декларирали | 6978    | 4,12%   |
| Други          | 1834    | 1,08%   |
| Без информация | 1233    | 0,73%   |
| Общо           | 169 132 | 100%    |

## Личности

### Родени
- Божидар Вукович, издател
- Борислав Пекич, писател
- Деян Савичевич, футболист
- Милош Раонич, тенисист
- Никола Миротич, баскетболист
- Огнен Спахич, журналист и писател
- Предраг Миятович, футболист
- Стеван Йоветич, футболист
- Сергей Четкович, певец
- Яков Милатович, политик и настоящ президент
- Яна Миркович, певица
- Филип Тодоров, български революционер от ВМОРО, четник на Петър Ацев[2]

### Починали
- Амфилохий Радович (1938 – 2020), сръбски и черногорски духовник
- Мехмед Дърала
- Христо Куслев (1877 – 1943), български революционер и просветен деец

## Побратимени градове
- Белград, Сърбия (2006)
- Ереван, Армения (2006)
- Загреб, Хърватия (2006)
- Тирана, Албания
- Москва, Русия (2007)
- Скопие, Македония
- Сараево, Босна и Херцеговина
- Анкара, Турция